# Рандю, Амбруаз (отец)
Амбруаз Рандю-старший (25 октября 1778, Париж — 12 марта 1860, там же) — французский учёный-педагог.

## Биография
Амбруаз Рандю родился в богатой семье нотариуса, с юности был приверженцем янсенизма. В 1796 году был одним из тех студентов, когда исключили из Политехнической школы за отказ принести присягу на ненависть к монархии. Учёбу продолжил в Колледже четырёх наций. С 1808 года был одним из сотрудников поэта Луи де Фонтана, с которым был знаком ещё со студенческих лет и который при Наполеоне стал великим магистром Парижского университета, занимаясь реформой образования. 
При Реставрации продолжил свою работу: с 1816 по 1833 год занимался реорганизацией начального образования, до 1850 года был на протяжении многих лет генеральным инспектором высшего образования (приняв участие в основании Страсбургской нормальной школы) и с 1820 года на протяжении 31 года входил в состав Королевского совета по государственному образованию. С 1816 по 1830 год был также заместителем генерального прокурора Парижа. После выхода в 1850 году в отставку сохранил большое влияние на высшее образование. Его усилиями Христианские братья школ получили в XIX веке право преподавания в государственных французских школах. Написал множество научных работ по педагогике, в том числе «Considérations sur les écoles normales primaires de France» (1838) и «De l’Université de France et de sa juridiction disciplinaire» (1847).
Его сын Амбруаз Рандю-младший' (1820—1864) был известным юристом и адвокатом и занимал судебные должности, в том числе в государственном совете и кассационном суде. Главные его работы: «Cours de pédagogie ou Principes d’éducation publique» (1841), «Traité de la responsabilité des communes» (1847), «Traité pratique de droit industriel» (1855), «Traité pratique des marques de fabrique et de commerce et de la concurrence déloyale» (1858).